# Detlef Elewaut
Detlef Elewaut (21 januari 1977) is een Belgisch voormalig korfballer en huidig korfbalcoach.
Elewaut speelde als speler voor het Belgisch korfbalteam en in de Belgische competitie kwam hij uit voor Voorwaarts. Ook speelde hij 1 seizoen in Nederland, bij PKC. Na zijn carrière als speler werd Elewaut coach in Nederland en België, maar ook bondscoach van het Belgisch Team. Elewaut komt uit een ware korfbalfamilie, want zijn vader, Alex Elewaut was onder andere bondsbestuurder van de Belgische Bond.

## Carrière als speler

### Voorwaarts
Elewaut speelde op hoog niveau korfbal bij Voorwaarts. Elewaut won 1 Belgische nationale titel met de club, namelijk de veldtitel in 2006.
In 2007 stopte Elewaut bij Voorwaarts om zijn geluk te beproeven in de Nederlandse korfbalcompetitie.

### PKC
In 2007 maakte Elewaut de overstap naar het Nederlandse PKC om te spelen in de hoogste Nederlandse competitie. Hij was niet de enige Belg bij PKC, want ook Bart Cleyman speelde daar. Elewaut zou slechts 1 seizoen bij PKC spelen, 2007-2008 en speelde uiteindelijk slechts 1 wedstrijd waarin hij niet tot scoren kwam. PKC werd in dit seizoen 4e in de zaalcompetitie en 2e in de veldcompetitie.
Na dit Nederlandse avontuur keerde Elewaut in 2008 naar Voorwaarts.

### Terug bij Voorwaarts
In 2008 keerde Elewaut terug bij Voorwaarts. Hij speelde hier nog 2 seizoenen om in 2010 definitief te stoppen als speler, op 33-jarige leeftijd.
In deze laatste 2 seizoenen behaalde hij geen titels met de club.

## Rode Duivel
In 1999 werd Elewaut geselecteerd voor het Belgisch korfbalteam onder bondscoach Eddy Van Hoof.

## Erelijst als speler
- Belgische veldtitel, 1x (2006)

## Carrière als coach

### Scaldis
Na zijn carrière als speler op het hoogste niveau werd Elewaut coach. In 2011 werd Elewaut aangesteld als hoofdcoach van Scaldis, dat in de hoogste Belgische competitie speelde, namelijk de Topleague. Scaldis was in 2010 nog zaalkampioen geworden en had hoge ambities.
In seizoen 2012-2013 stond Scaldis in de zaalfinale. Tegenstander was Boeckenberg, maar Scaldis verloor met 18-12.

### Boeckenberg
In 2013 werd Elewaut benaderd door Boeckenberg waar de Nederlandse coach Hans Leeuwenhoek vertrok. Boeckenberg was zojuist zaalkampioen geworden en wilde dat met Elewaut doorzetten.
In zijn eerste seizoen als hoofdcoach (2013-2014) stond Boeckenberg in de Belgische zaalfinale van de Topleague. Tegenstander in de finale was Elewauts vorige club, Scaldis. In deze spannende finale won Scaldis met 29-28, waardoor Elewaut wederom met lege handen stond.
In de veldcompetitie stond Boeckenberg wederom in de finale. Ook nu was Scaldis de tegenstander, maar Boeckenberg kon sportieve wraak nemen op de verloren zaalfinale, want dit maal won Boeckenberg. Ook won Boeckenberg in dit jaar de Beker van België, door in de finale te winnen van Voorwaarts met 21-16.
In 2016, na 3 seizoenen stopte Elewaut als hoofdcoach bij Boeckenberg.

### PKC
In 2016 werd Elewaut de hoofdcoach bij PKC uit Papendrecht.
PKC had na 8 jaar afscheid genomen van coach Ben Crum en wilde met Elewaut een frisse wind voor de ploeg.
In seizoen 2016-2017 deed PKC iets bijzonders in de Korfbal League zaalcompetitie. De ploeg won namelijk alle 18 competitieduels, iets wat in de historie van de Korfbal League nog niet eerder was gelukt. In de play-offs ging het echter mis. PKC verloor in de best-of-3 serie van het Amsterdamse AKC Blauw-Wit en kwam zodoende niet in de zaalfinale terecht, ondanks een perfect regulier seizoen.
In de veldcompetitie deed PKC iets soortgelijks als in de zaal. Het verloor in de competitie slechts 1 wedstrijd en werd hiermee 1e in de Ereklasse B waardoor het zich wederom plaatste voor de kruisfinale. Hier ging het echter weer mis, want in de kruisfinale verloor PKC van LDODK met 22-18, waardoor PKC ook niet mocht aantreden in de veldfinale.
In seizoen 2017-2018 behaalde PKC in de zaal 33 punten en eindigde hiermee als 1e in de Korfbal League. In de play-offs trof PKC de nummer 4, namelijk het Delftse Fortuna/Delta Logistiek. Ook hier viel de beslissing in de derde wedstrijd. In deze derde, beslissende wedstrijd won Fortuna met 21-20, vanwege een golden goal van Claire van Oosten. Zo stond PKC voor het 2e jaar op rij na een goed regulier seizoen niet in de zaalfinale.
In de veldcompetitie had PKC na 10 wedstrijden 17 punten en stond het ook weer in de kruisfinale. In deze kruisfinale werd met 26-16 gewonnen van Koog Zaandijk, waardoor PKC in de landelijke veldfinale stond. Het werd een wederzien met de plaaggeest uit de zaalcompetitie, namelijk Fortuna/Delta Logistiek. In deze veldfinale won PKC met 20-17, waardoor het alsnog sportieve wraak had genomen. De veldtitel bleek het laatste wapenfeit van Elewaut bij PKC, want hij stopte na 2 seizoenen als hoofdcoach.

## Erelijst als coach
- Beker van België, 3x (2012, 2013, 2014)
- Belgische Veldtitel, 3x (2014, 2015, 2016)
- Belgische zaaltitel 2014
- Nederlandse Veldtitel, 1x (2018)
- Europees kampioen U21

## Bondscoach

### Eerste termijn
In 2012 werd Elewaut aangesteld als bondscoach van het Belgisch korfbalteam waar hij vertrekkend bondscoach Eddy van Hoof verving.
Zijn eerste toernooi als hoofdcoach waren de World Games van 2013. In dit toernooi, dat werd gespeeld in Colombia won België de zilveren plak. Zij verloren de finale tegen Nederland met 25-20.
Zijn tweede toernooi als hoofdcoach was het EK van 2014 dat in Portugal werd gehouden. Ook hier won België zilver, want het verloor de finale van Nederland met 32-20.
Zijn derde toernooi als hoofdcoach was het WK van 2015 dat in thuisland België werd gespeeld. Ook op dit toernooi won België de zilveren medaille, want in de finale bleek Nederland te sterk met 27-18.
Na het WK van 2015 stopte Elewaut als bondscoach na 3 jaar. Hij werd namelijk per 2016 de hoofdcoach van PKC en kon deze job niet combineren met het bondscoachsschap. De nieuwe bondscoach van België werd Nederlander Steven Mijnsbergen.

### Tweede termijn
Onder bondscoach Steven Mijnsbergen werd België in de World Games van 2017 3e en stond niet in de finale. Dit werd gezien als grote tegenslag voor het landelijke korfbal en de samenwerking met Mijnsbergen werd gestopt. Zodoende ging de Belgische bond op zoek naar een nieuwe bondscoach. In 2018 strandde het avontuur van Elewaut als coach van PKC en was Elewaut weer beschikbaar. Hij werd gevraagd voor een tweede termijn als bondscoach en hij accepteerde en tekende een contract t/m 2021.
Zijn eerste toernooi in zijn tweede termijn was het EK van 2018 dat in Nederland werd gespeeld. België had de pech dat het al in de halve finale Nederland trof en verloor deze wedstrijd met 9-22, waardoor het geen finale kon spelen. In de wedstrijd om plek 3 en 5 speelde België tegen Portugal. Dit bleek een pittige wedstrijd en uiteindelijk won Portugal met 20-19, waardoor België naast de bronzen plak greep.
Zijn tweede toernooi in zijn tweede termijn was het WK van 2019 dat in Zuid-Afrika werd gespeeld. Ondanks dat België het in de halve finale lastig had tegen Chinees Taipei stond het wel in de finale. In de finale was, zoals vaker, Nederland de tegenstander. Nederland won de finale met 31-18 waardoor België genoegen moest nemen met zilver.
Zijn derde toernooi in dit termijn was het EK van 2021. Dit toernooi was bijzonder voor de Belgische ploeg, aangezien België gastland was en ze iets hadden goed te maken na het fiasco van het EK van 2017 waarin de ploeg 4e werd. In dit toernooi bereikte België de finale, evenals titelverdediger Nederland. In een spannende finale won Nederland echter met 21-147, waardoor België zilver won.
In 2023 was er het WK van 2023. Voorafgaand aan het toernooi had de Belgische ploeg pech, want ze moesten het stellen zonder een aantal spelers zoals Kian Amorgaste en Shiara Driesen. Echter begon de ploeg sterk aan het toernooi; in de poulefase werd gewonnen van Suriname, Hongarije en Hong Kong. In de kwarfinale won België van Portugal, waardoor het zich plaatste voor de halve finale. In deze halve finale moest België aantreden tegen gastland Taiwan. In een volle zaal in Tapei City won het Taiwanese korfbalteam met 21-19, waardoor België een plek in de finale misliep. Dit was de eerste keer in de geschiedenis van het WK dat België niet in de finale stond. In de wedstrijd om plaats 3 en 4 won België nog wel van Tsjechië met 26-11.

## Erelijst als bondscoach
- Zilver 5x (2013, 2014, 2015, 2019, 2021)
- Brons, 1x (2023)